# Beija-flor-de-bocage
Beija-flor-de-bocage ou nectarínia-angolana (Nectarinia bocagii) é uma espécie de ave da família Nectariniidae. Pode ser encontrada nos seguintes países: Angola e República Democrática do Congo.